# 冬樹社
冬樹社（とうじゅしゃ）は、かつて日本に存在した出版社。

## 沿革
1958年8月に設立。設立直後に矢田挿雲『江戸から東京へ』を出版した後に休業し、1964年から出版活動を再開した。1966年から定期刊行物としてスキー専門誌『スキージャーナル』を創刊するが、1969年にスキー部門を独立させて文芸路線に転じた。二代社長・高橋直良の下、編集者に森内俊雄や高橋徹などがおり、『坂口安吾全集』『岡本かの子全集』などを刊行。
1980年代には、ニュー・アカデミズムブーム、ポストモダンブームと連動して、雑誌「GS たのしい知識」を刊行してニューアカブームを仕掛けたなどと言われた。四方田犬彦『クリティック』、伊藤俊治『写真都市』、蓮實重彦『映画 誘惑のエクリチェール』、栗本慎一郎・吉本隆明『相対幻論』などを出したこの頃を、評論家の坪内祐三は「1980年前後、たしかに冬樹社という時代があった」と語っている。しかし1980年代半ばに経営不安が囁かれ、荻原魚雷によると1991年に廃業。
商号を受け継いだ者がIT関連の本を出す会社として再建したが、これも廃業したとされる。

## 定期刊行物
- 『スキージャーナル』（1966年創刊）
- 『カイエ』（月刊雑誌）[1]（1978年創刊）
- 『50冊の本』[1]（1978年創刊。書評誌）
- 『GS たのしい知識』（1984年創刊。浅田彰・四方田犬彦、伊藤俊治ら責任編集の季刊誌）
- 『ビデパル』[1]（創刊号は1984年2月号。オーディオビジュアル専門誌）

## 主な刊行物
- 『十一月、水晶』野呂邦暢（長崎市出身、諫早市在住の芥川賞受賞後、第一著作集）
- 『英米文学作家論叢書』シリーズ（著者は川口喬一、川本静子、小池滋、佐藤宏子ほか）
- 『山川方夫全集』（全5巻）
- 『定本 坂口安吾全集』（全13巻）
- 『吉行エイスケ作品集』（全2巻）
- 『風景の向こうへ』 中上健次
- 『相対原論』栗本慎一郎・吉本隆明
- 『クリティック』四方田犬彦
- 『反文学論』柄谷行人
- 『俺たちはノイズだ』糸井重里・栗本慎一郎
- 『長電話』坂本龍一・高橋悠治（坂本の個人出版社"本本堂"・発行、冬樹社の役割は“発売”）
- カセットブックシリーズ
  - ムーンライダーズ『MANIA MANIÈRA』
  - 細野晴臣『花に水』等